# Claque
« Gifle » et « Baffe » redirigent ici. Pour les autres significations, voir La Gifle et La Baffe.
Pour les articles homonymes, voir Claque (homonymie).
Une claque (ou une gifle) est un coup porté (souvent sur la joue) avec le plat de la main, un gant ou une mitaine. 

## Description

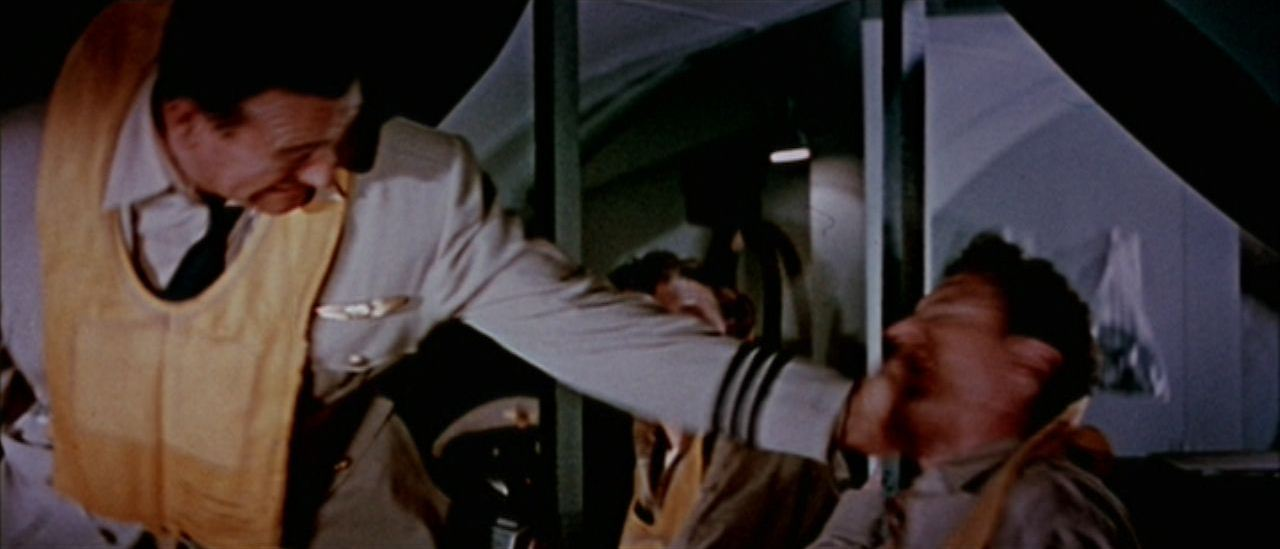
John Wayne giflant Robert Stack dans le film Écrit dans le ciel (1954).

Cette agression concentrée sur le visage a pour intentions plus ou moins confuses et mêlées de surprendre, de mettre en cause et d'ébranler psychologiquement la personne. La douleur physique est ordinairement superficielle, mais cet apparent caractère bénin aurait plutôt pour conséquence de laisser toute sa place à l'impact émotionnel. Les propos qui ont pu la précéder ou qui la suivent de la part de l'agresseur renforcent aussi habituellement son impact sur le receveur qui, saisi et occupé à dominer son émotion, peut ne pas répliquer ni en gestes ni en paroles comme il l'aurait fait en cas d'action plus proprement physique. Il est fréquent que des larmes plus ou moins abondantes apparaissent à la suite d'une gifle. 
Les diverses cultures codifient plus ou moins précisément les conditions de recours aux claques et de réponses de la part des giflés. Ne portant pas à conséquence physique, la claque est la réprimande dont sont gratifiés couramment les enfants accompagnée en principe de l'explication verbale nécessaire pour leur éducation selon certains points de vue. Cette pratique subie, constatée ou expérimentée, renforce le caractère humiliant du geste et induit la position de subordination du giflé adulte au gifleur qui lui serait indéniablement supérieur en se permettant cette infantilisation. Par réaction plus ou moins codifiée, la réponse de l'humilié peut être de privilégier la restauration de sa fierté et dignité, par exemple en répondant favorablement à la provocation en duel sous-jacente à la gifle proprement dite. Ces rapports intenses sont encore compliqués par la présence de tiers, d'un entourage ou d'un public, comme une circonstance qui influe souvent sur les effets immédiats de la gifle et qui module ses répercussions de plus longue durée. 
Des claques sont aussi portées sur d'autres parties du corps comme le haut du dos ou les fesses dans le cadre d'une fessée plus ou moins insistante.

## Sport
En Sibérie, il existe des championnats de claques.

## Usages non agressifs
La claque est utilisée pour ramener une personne à la conscience, un peu brutalement s'il ne s'agit que d'interrompre un endormissement, mais de manière plus judicieuse s'il s'agit d'une perte de conscience.
Si la personne est bien vivante, la claque ramène le sang en surface de la peau avec plus ou moins d'intensité et rapidité susceptibles d'une interprétation sur l'état de la personne. Ainsi, pour satisfaire les questionnements de l'époque après l'invention de la guillotine, un des aides du bourreau Sanson, surnommé François le Gros, jugea-t-il bon de tenter une expérience en giflant la tête de Charlotte Corday aussitôt séparée du reste de son corps, le constat du rosissement de l'épiderme devait être le signe permettant de conclure à un maintien de la conscience pendant quelques instants,.

## Claques célèbres
- Le 7 novembre 1968, Beate Klarsfeld gifle le chancelier d'Allemagne fédérale, Kurt Georg Kiesinger, en le traitant de nazi. Jens Althoff, directeur du bureau parisien de la fondation Heinrich Böll, l'a qualifiée de « gifle la plus importante de l'histoire allemande »[4].

- Le 8 avril 2002, François Bayrou, candidat UDF à la présidentielle, gifle un garçon en le suspectant de lui faire les poches, lors d'un déplacement à Strasbourg. Cet incident se produit alors qu'il est emmené par la maire UDF Fabienne Keller dans le quartier de la Meinau pour visiter une annexe de la mairie. Un groupe de la cité caillasse des vitres et lancent des insultes ; Bayrou a décidé d'aller à sa rencontre, où il finit par être encerclé, avant que l'incident n'éclate. Il nommera par la suite ce geste, la « taloche strasbourgeoise »[5].
- Le 17 janvier 2017, Manuel Valls reçoit à  Lamballe (Côtes-d’Armor) une gifle alors qu'il serrait des mains dans le cadre de sa campagne électorale. L'auteur du soufflet sera condamné à trois mois de prison avec sursis[6].

- Le 8 juin 2021, Emmanuel Macron, président de la République française, est la cible d'une gifle qui n'aurait pas porté, lors d'un déplacement à Tain-l'Hermitage. L'auteur de l'agression, profitant d'un bain de foule, a lancé « Montjoie Saint-Denis, à bas la macronie » juste avant son geste[7]. Ce dernier sera condamné à dix-huit mois de prison avec sursis, dont 4 mois ferme, tandis qu'en réaction le Premier ministre a appelé à un « sursaut républicain »[8].
- Le 27 mars 2022, lors de la 94e cérémonie des Oscars, l'acteur Will Smith atteint la scène et gifle l'humoriste et présentateur Chris Rock. La victime a fait, juste avant, une blague sur sa femme au sujet de son alopécie[9].